# Comitato Olimpico Cinese
Il Comitato Olimpico Cinese (中國奧林匹克委員會T, 中国奥林匹克委员会S, Zhōngguó Àolínpǐkè WěiyuánhuìP, Chung-Kuo Ao-Lin-P'i-K'o Wei-Yüan-HuiW) è un'organizzazione sportiva cinese, nata nel 1910 a Pechino, Cina.
Rappresenta questa nazione presso il Comitato Olimpico Internazionale (CIO) dal 1979 ed ha lo scopo di curare l'organizzazione ed il potenziamento dello sport in Cina e, in particolare, la preparazione degli atleti cinesi, per consentire loro la partecipazione ai Giochi olimpici. L'associazione è, inoltre, membro del Consiglio Olimpico d'Asia.
L'attuale presidente dell'associazione  è Liu Peng, mentre la carica di segretario generale è occupata da Song Luzeng.